# Higashikuni Naruhiko

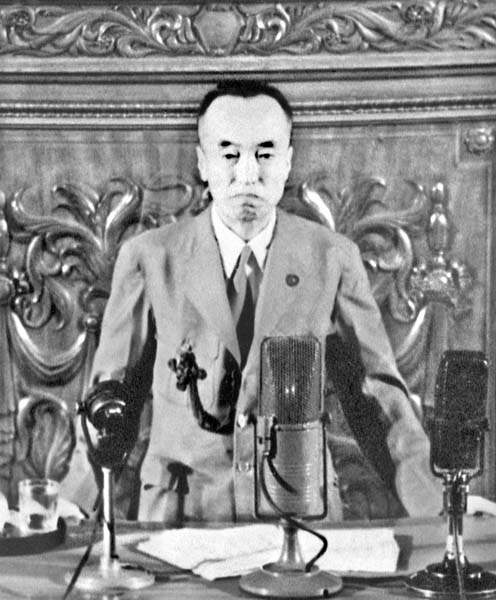
Thủ tướng Higashikuni Naruhiko

Vương tước Higashikuni Naruhiko (東久邇宮稔彦王 (Đông Cửu Nhĩ Cung Nhẫn Ngạn Vương) Higashikuni-no-miya Naruhiko Ō,  3 tháng 12 năm 1887 – 20 tháng 1 năm 1990) là một hoàng thân, đại tướng của Lục quân Đế quốc và là Thủ tướng Nhật Bản từ 17 tháng 8 năm 1945 đến 9 tháng 10 năm 1945, trong vòng 54 ngày. Ông là dượng của Thiên hoàng Hirohito, thân vương Higashikuni là thành viên duy nhất trong Hoàng gia Nhật Bản là từng đứng đầu nội các và là tướng lĩnh cuối cùng của Quân đội Đế quốc Nhật Bản trở thành Thủ tướng. Ông là nhà sáng lập Học viện Công nghệ Chiba. Vương tước Naruhiko kết hôn với Nội thân vương Yasu, con gái Thiên hoàng Minh Trị và có 4 người con trai là Morihiro, Moromasa, Akitsune và Toshihiko.